# Selección femenina de fútbol de salón de Venezuela
- No confundir con la Selección femenina de fútbol sala de Venezuela, que compite en los torneos de la FIFA.

La selección femenina de fútbol de salón de Venezuela es el equipo formado por jugadoras de nacionalidad venezolana que representa a la Federación Venezolana de Fútbol de Salón en las competiciones organizadas por la Confederación Sudamericana de Fútbol de Salón y la Federación Internacional de Fútbol de Salón (FIFUSA).
Ha participado en todos los campeonatos mundiales de la categoría organizados por la AMF. Cuenta con el orgullo de haber dado a Venezuela un subtítulo mundial, en Colombia 2013. Esta ha sido la mejor actuación de una selección femenina venezolana en un deporte de conjunto.

## Historia

### Torneos

#### Copa del Mundo Femenina Invitacional (Argentina, 2006)
En 2006, la Asociación Mundial de Futsal convirtió en realidad el proyecto de una copa mundial femenina. Venezuela respaldó esta primera experiencia acudiendo a la cita en la provincia de Corrientes, Argentina, junto con otras siete selecciones. Tuvo una actuación destacada, consiguiendo la medalla de bronce (luego de vencer a Brasil en el encuentro por el tercer lugar por 10:3). Aunque fue organizado por la AMF, es considerado un torneo piloto, y frecuentemente no es contabilizado dentro de las crónicas de la disciplina. 

#### I Copa Mundial (Cataluña, España, 2008)
El equipo venezolano de fútbol de salón participó, junto con otros once combinados, en el primer mundial de categoría femenina bajo reglamento AMF, jugado en Reus, Cataluña, España, en 2008. En esta competencia, la selección sudamericana alcanzó el octavo lugar 

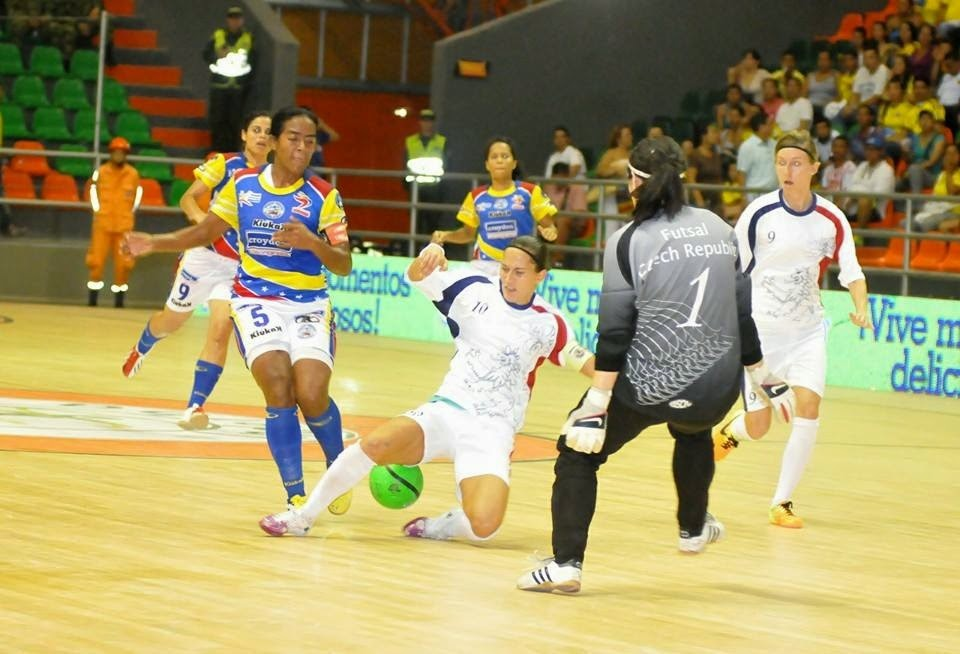
Juego semifinal de la II Copa Mundial Femenina de Futsal, entre la República Checa y Venezuela. Resultado, 1:0 a favor de Venezuela.

#### II Copa Mundial (Colombia, 2013): subcampeonas
En el mundial de 2013 en Barrancabermeja, Colombia, la selección de Venezuela accedió a la final luego de ganar a todas sus rivales en la primera ronda, derrotar en cuartos de final a Australia por 6:2 y en la semifinal a la República Checa por 1:0.

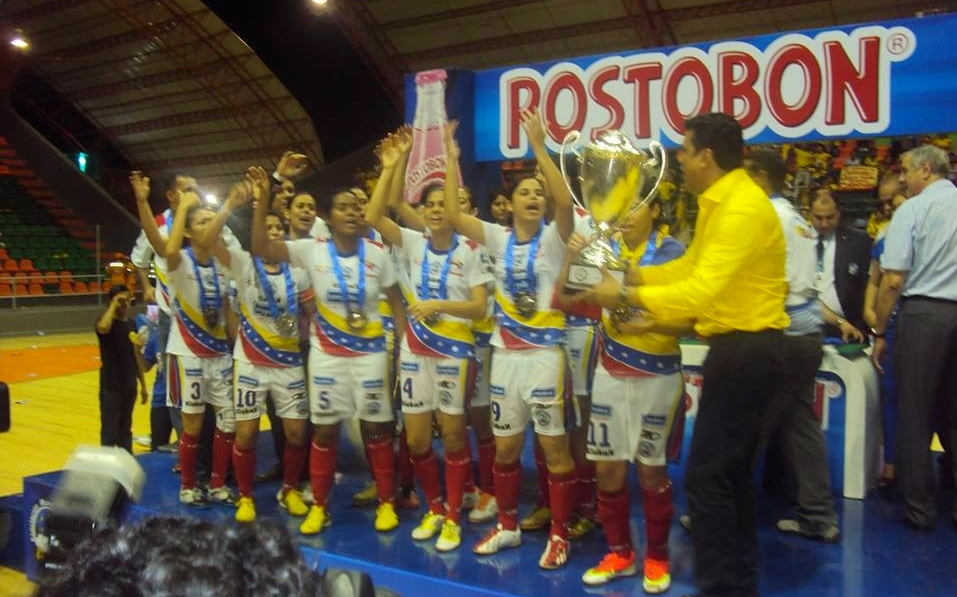
La selección femenina de fútbol de salón de Venezuela recibe el trofeo de subcampeona del mundo en el torneo de 2013 en Barrancabermeja, Colombia.

En la final del torneo se cruzó con la selección local (que también se encontraba invicta). Luego de un partido reñido, las neogranadinas lograron el triunfo por 3:2. Aunque las venezolanas perdieron el encuentro, ese subcampeonato ha sido el mayor logro de una selección femenina representando al país en un deporte colectivo.
La selección que alcanzó el subtítulo mundial en 2013 estuvo integrada por:
|  | Nombre              | Posición |
|  | ------------------- | -------- |
|  | Marinel Arguinzones | Portera  |
|  | Narvelis Rondón     | Portera  |
|  | Gabriela Viloria    | Líbero   |
|  | Yunelis Hernández   | Líbero   |
|  | Mireya Fermín       | Ala      |
|  | Yessica Rodríguez   | Ala      |
|  | Karla Romero        | Ala      |
|  | Astrid Miquilena    | Ala      |
|  | Petra Cabrera       | Pívot    |
|  | Johana Fernández    | Pívot    |
|  | Alejandra Prieto    | Pívot    |
|  | Yuceilis Camargo    | Pívot    |

- Entrenador: Oscar Villamizar
- Asistente: Ángel López
- Preparador Físico: José Ferrer
- Utilera: Carolina Moreno

#### I Campeonato Suramericano (Colombia, 2015): campeonas
La selección venezolana obtuvo su primer título internacional en el I Campeonato Suramericano, que se celebró en Cali, Colombia, durante  el mes de junio de 2015.

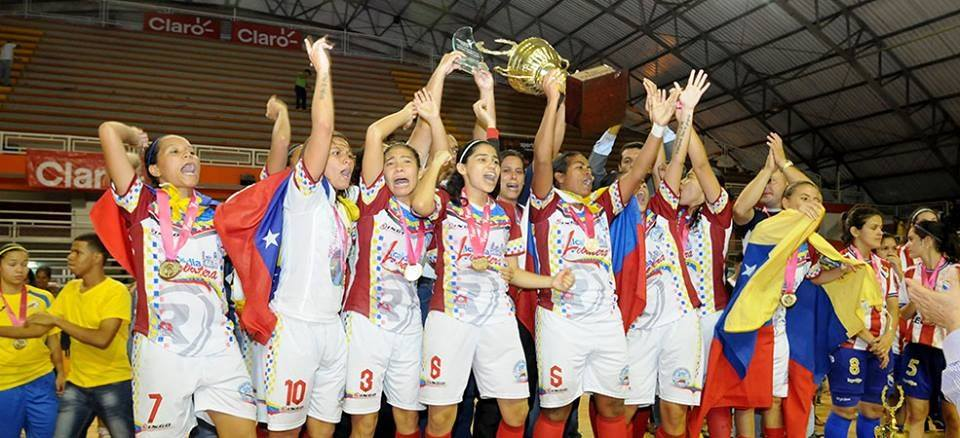
Venezuela, primera campeona sudamericana, en Cali, Colombia, en 2015.

En la fase de grupos venció a Brasil 1:0, igualó con Paraguay 0:0 y venció a Chile 15:1. En la semifinal, vino desde atrás para vencer a Argentina 2:1. 
En el encuentro final, tal como en la final del mundial de 2013, se enfrentó al equipo local, ante un gimnasio repleto. Esta vez el triunfo fue para las venezolanas, por 0:2. El tiempo reglamentario concluyó igualado 0:0. En el tiempo extra, la selección venezolana anotó, gracias a un tiro de su portera, Marinel Arguinzones, que contó con la complicidad de su par neogranadina, Magaly Vergara; y posteriormente, mediante un remate de Grecia Mendoza. Un gol de la selección colombiana, convertido de cabeza por Naila Imbachí fue anulado por mal saque. A lo largo del encuentro, Venezuela estrelló dos balones en los palos de la meta colombiana.
Esta importante actuación le valió al equipo venezolano una nueva clasificación para el campeonato mundial de la categoría, que se realizará en 2017. Adicionalmente, la arquera Marinel Arguinzones tuvo el honor de que su valla fue la menos vencida, encajando solamente dos goles durante todo el campeonato.

#### III Copa Mundial (Cataluña, 2017)
Estaba previamente clasificada al mundial pero según medios de prensa venezolanos con directrices y directivos de la vinotinto, se cree que personas de alto rango no querían a Venezuela en el mundial y abogaron para que no la incluyeran. Supuestamente, por esa razón Venezuela no fue tenida en cuenta para ser parte de este mundial.

#### IV Copa Mundial (Colombia, 2022) Tercer lugar
La selección venezolana volvió a la cita mundialista tras nueve años de ausencia. Esta vez estuvo emparejada en el grupo A contra Cataluña, Chile y Bolivia. Logró el liderato de su grupo con los resultados de 18-0, 6-1 y 5-2 y en cuartos de final se cruzó con su similar de Uruguay y lo venció 2-1 20 segundos cronometrados antes de finalizar el encuentro. En semifinales se midió contra la Colombia y esta vez cayó goleada por 6-0 ante la anfitriona. El tercer lugar lo disputó frente a Cataluña enfrentándose otra vez y volvió a ganar pero con un marcador menos abultado de 3-0 consiguiendo la medalla de bronce.

## Uniformes y símbolos

### Evolución del uniforme
|                             |                               |
| Suramericano 2015 principal | Suramericano 2015 alternativo |

## Composición

### Entrenadores

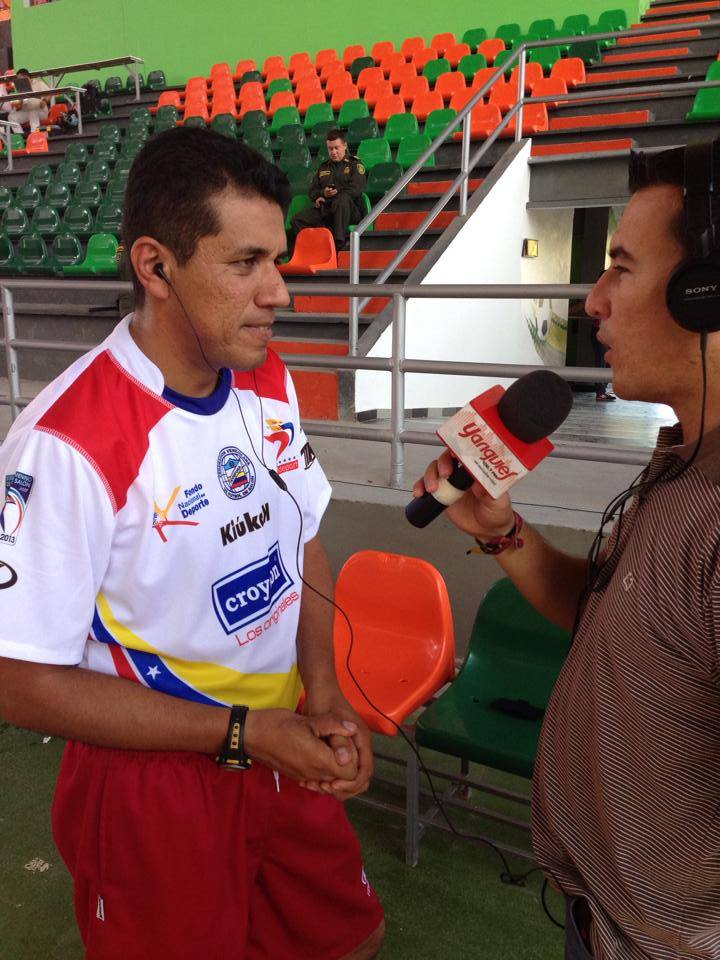
Oscar Villamizar, entrenador desde 2011.

| Lapso             | Entrenador       | Evento |
| ----------------- | ---------------- | --- |
| 2006 - 2008       | Carlos Fuentes   | - Copa Mundial Invitacional 2006 - I Copa Mundial 2008                                                             |
| 2011 - actualidad | Oscar Villamizar | - II Copa Mundial de Selecciones Femeninas 2013 - I Campeonato Suramericano 2015 - II Campeonato Suramericano 2017 |

## Mundial Femenino AMF
Resultado general: 3°
| Año           | Ronda                    | Posición                 | PJ                       | PG                       | PE                       | PP                       | GF                       | GC                       | Dif                      |
| ------------- | ------------------------ | ------------------------ | ------------------------ | ------------------------ | ------------------------ | ------------------------ | ------------------------ | ------------------------ | ------------------------ |
| Cataluña 2008 | Cuartos de final         | 8.vo puesto              | 5                        | 1                        | 0                        | 4                        | 14                       | 18                       | -4                       |
| Colombia 2013 | Final                    | Subcampeón               | 6                        | 5                        | 0                        | 1                        | 29                       | 6                        | +23                      |
| Cataluña 2017 | Descalificado del torneo | Descalificado del torneo | Descalificado del torneo | Descalificado del torneo | Descalificado del torneo | Descalificado del torneo | Descalificado del torneo | Descalificado del torneo | Descalificado del torneo |
| Colombia 2022 | Semifinal                | 3.er puesto              | 6                        | 5                        | 0                        | 1                        | 34                       | 10                       | +24                      |
| 2026          | Por definirse            | Por definirse            | Por definirse            | Por definirse            | Por definirse            | Por definirse            | Por definirse            | Por definirse            | Por definirse            |

- En el mes de noviembre de 2025 se dará a conocer la sede del mundial femenino de 2026 junto con la cantidad de equipos participantes.

## Mundial Femenino FIFUSA
Resultado general: -
| Año            | Ronda         | Posición      | PJ            | PG            | PE            | PP            | GF            | GC            | Dif           |
| -------------- | ------------- | ------------- | ------------- | ------------- | ------------- | ------------- | ------------- | ------------- | ------------- |
| Argentina 2023 | No participó  | No participó  | No participó  | No participó  | No participó  | No participó  | No participó  | No participó  | No participó  |
| México 2026    | Por definirse | Por definirse | Por definirse | Por definirse | Por definirse | Por definirse | Por definirse | Por definirse | Por definirse |

## Palmarés

### Selección femenina AMF
| Competición           | Campeón  | Subcampeón | Tercer lugar    | Cuarto lugar | Selección |
| --------------------- | -------- | ---------- | --------------- | ------------ | --------- |
| Mundial Femenino      |          | 1 (2013)   | 2 (2006*, 2022) |              | Femenina  |
| Sudamericano Femenino | 1 (2015) | 1 (2017)   |                 |              | Femenina  |

- El mundial de 2006 es un mundial piloto debido a la falta de selecciones así que no es oficial